# Bill Moseley
William 'Bill' Moseley (Stamford, 11 november 1951) is een Amerikaans acteur en heavymetalzanger. Hij is met name te zien in horrorfilms.

## Acteercarrière
Moseley maakte in 1982 zijn acteerdebuut als niet bij naam genoemde taxichauffeur in de drama-thriller Endangered Species. Zijn volgende rol volgde vier jaar later. Hij speelde toen moordenaar-kannibaal 'Chop Top' in The Texas Chainsaw Massacre 2. Dit bleek het begin van een acteercarrière waarin hij uitgroeide tot horroricoon. Moseley is hierin doorgaans de booswicht. Hij keerde in 2013 nog een keer terug in de Texas Chainsaw-franchise, in Texas Chainsaw 3D. Hierin is hij te zien als 'Drayton Sawyer', een broer van zijn eigen personage uit 1986.
Moseley was in 2003 voor het eerst te zien als seriemoordenaar 'Otis B. Driftwood' in House of 1000 Corpses, het regiedebuut van Rob Zombie. Dit personage speelde hij opnieuw in de vervolgen The Devil's Rejects (2005) en 3 from Hell (2019). Daarnaast sprak hij ook de stem in van Driftwood in de animatiefilm The Haunted World of El Superbeasto (2009). Zombie gaf hem in de tussentijd ook nog een rol in zijn Halloween, als 'Zach 'Z-Man' Garrett'.
Mosely trouwde in 2017 met actrice Lucinda Jenney. Ze kregen samen een dochter.

## Muziek
Naast zijn acteercarrière was Moseley van 1995 tot en met 2007 zanger van de avant-gardemetalband Cornbugs. Hierin bleef hij voortdurend in de rol van zijn personage 'Chop Top' uit The Texas Chainsaw Massacre 2. De band bestond verder uit gitarist Buckethead, drummer Pinchface en toetsenist Travis Dickerson. Moseley en Buckethead hadden elkaar ontmoet nadat laatstgenoemde naar een toneelstuk van hem kwam kijken. Toen ze elkaar na afloop spraken, nodigde Buckethead Moseley uit om een keer met hem de studio in te gaan, als Chop Top. Cornbugs bracht van 1999 tot en met 2004 vijf albums uit. Moseley droeg ook bij aan soloalbums van Buckethead en was betrokken bij nummers van bands als Combichrist, ohGr, Sinnergod en Child Bite . Hij nam in 2017 een mini-album op met Phil Anselmo.

## Filmografie
*Exclusief televisiefilms
| - I Am Fear (2020) - Slayer: The Repentless Killogy (2019) - Tabbott's Traveling Carnivale of Terrors (2019) - Gothic Harvest (2019) - 3 from Hell (2019) - Big Top Evil (2019) - To Your Last Death (2019) - Exorcism at 60,000 Feet (2019) - Shed of the Dead (2019) - Handy Dandy (2019) - Hangover in Death Valley (2018) - American Exorcist (2018) - Crepitus (2018) - The Church (2018) - Cynthia (2018) - Minutes to Midnight (2018) - Boar (2017) - Death House (2017) - Dark Roads 79 (2017) - The Possession Experiment (2016) - Alcoholist (2016) - Arlo: The Burping Pig (2016) - The Horde (2016) - Alleluia! The Devil's Carnival (2016) - Smothered (2016) - The Devil Dogs of Kilo Company (2015) - Night of the Living Dead: Darkest Dawn (2015) - Almost Mercy (2015) - Old 37 (2015) - Charlie's Farm (2014) - Disciples (2014) - House of the Witchdoctor (2013) - Texas Chainsaw 3D (2013) - Dead Souls (2012) - The Infliction (2012) - The Devil's Carnival (2012) - Eldorado (2012) - Rogue River (2012) - Exit Humanity (2011) - The Tortured (2010) - Anderson's Cross (2010) - Godkiller: Walk Among Us (2010) | - 2001 Maniacs: Field of Screams (2010) - The Graves (2009) - Dead Air (2009) - Blood Night: The Legend of Mary Hatchet (2009) - The Haunted World of El Superbeasto (2009, stem) - The Devil's Tomb (2009) - House (2008) - The Alphabet Killer (2008) - Alone in the Dark II (2008) - Repo! The Genetic Opera (2008) - Babysitter Wanted (2008) - Halloween (2007) - Home Sick (2007) - Grindhouse (2007, in neptrailer) - A Dead Calling (2006) - Thr3e (2006) - Fallen Angels (2006) - Evil Bong (2006) - The Devil's Rejects (2005) - Vicious (2003) - House of 1000 Corpses (2003) - Essence of Echoes (2002) - The Convent (2000) - Evil Ed (1995) - Prehysteria! 3 (1995) - Mr. Jones (1993) - Army of Darkness (1992) - Honey, I Blew Up the Kid (1992) - Inside Out II (1992) - White Fang (1991) - Night of the Living Dead (1990) - The End of Innocence (1990) - Crash and Burn (1990) - The First Power (1990) - Silent Night, Deadly Night 3: Better Watch Out! (1989) - Pink Cadillac (1989) - Mamba (1988) - The Blob (1988) - Osa (1986) - The Texas Chainsaw Massacre 2 (1986) - Endangered Species (1982) |

## Televisieseries
*Exclusief eenmalige gastrollen
- Slasher – Dakloze (2019, twee afleveringen)
- Holliston – Crazy Max (2012-2013, vijf afleveringen)
- Days of Our Lives – Joel (2007, drie afleveringen)
- Carnivàle – Possum (2003-2005, acht afleveringen)

- Bibsys: 6070622
- Bibliothèque nationale de France: cb14209009b (data)
- Catàleg d'autoritats de noms i títols de Catalunya: 981061092041206706
- Gemeinsame Normdatei: 1061453472
- International Standard Name Identifier: 0000 0000 3602 219X
- Library of Congress Control Number: n2007079541
- MusicBrainz: 795fd654-3c97-47f2-a3c5-bee706c2d964
- Système universitaire de documentation: 122248139
- Virtual International Authority File: 49434443
- WorldCat: E39PBJp9pyPp7CkvG84FKwG8md